# یوم کاکس

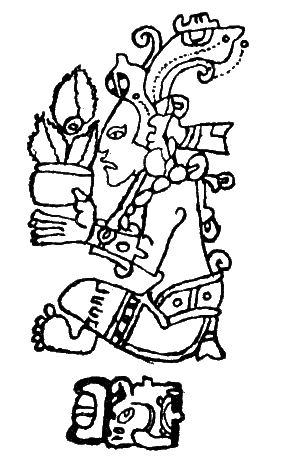
هیروگلیفی از خدای یوم کاکس

یوم کاکس خدای مورد احترام میان جامعه کشاورز در تمدن مایاها بود.یوم کاکس خدای ذرت بود و وجود خدایی برای ذرت نشان از احترام این گیاه برای مایاها و جنبه الهی آن در آن جامعه دارد.نام یوم کاکس به صورت تحت‌الفظی در زبان میایای باستان معنای حاکم جنگل را می‌داده و یوم کاکس خدای گیاهان وحشی و حیوانات و حتی خدای شکار نیز تلقی می‌شده‌است.